# Pogrom kielecki
Pogrom kielecki – seria napadów na ludność żydowską, jaka miała miejsce 4 lipca 1946 roku w Kielcach. Pogromu dokonali mieszkańcy Kielc oraz żołnierze Ludowego Wojska Polskiego, Korpusu Bezpieczeństwa Wewnętrznego i funkcjonariusze Milicji Obywatelskiej.
Bezpośrednią przyczyną pogromu była plotka o uwięzieniu przez Żydów w piwnicy budynku przy ul. Planty 7 ośmioletniego chłopca – Henryka Błaszczyka, w celu dokonania na nim mordu rytualnego. W wyniku pogromu zginęło 37 Żydów, 35 zostało rannych. Zginęło też trzech Polaków.
Pogrom kielecki wzburzył część opinii publicznej w Polsce i w większym stopniu za granicą. Spowodował falę emigracji Żydów z Polski i innych krajów europejskich do Izraela oraz przyczynił się do rozpowszechnienia w świecie stereotypu Polaka-antysemity.

## Przebieg pogromu

### Pogłoska o porwaniu dziecka
1 lipca 1946 zaginął ośmioletni wówczas Henryk Błaszczyk. Jego ojciec, szewc Walenty Błaszczyk, zaniepokojony przedłużającą się nieobecnością syna około godziny 23.00 zgłosił na Milicję Obywatelską fakt zaginięcia dziecka. Dwa dni później, 3 lipca wieczorem, chłopiec wrócił do domu. Około północy Walenty Błaszczyk, będąc pod wpływem alkoholu, pojawił się na posterunku milicji informując, że jego syn przez trzy dni był przetrzymywany w piwnicy przez Żydów, skąd udało mu się uciec.
Następnego dnia rano – 4 lipca – Walenty Błaszczyk wraz z synem i sąsiadem po raz kolejny udali się na milicję, gdzie opowiedzieli historię rzekomego porwania Henryka. Według zeznań syna i ojca, nieznajomy mężczyzna dał chłopcu na ulicy paczkę i poprosił o odniesienie jej do jakiegoś domu. Za tę przysługę miał mu zaoferować 20 zł. Drogę miał Henrykowi wskazywać ten mężczyzna. Po dojściu na miejsce miano zabrać Henrykowi paczkę i zamknąć go w piwnicy, gdzie miało być już kilkoro innych dzieci. Według zeznań Błaszczyków w drodze na komisariat mały Henryk miał wskazać budynek przy ulicy Planty 7 jako na miejsce swojego uwięzienia, jak również rozpoznać mężczyznę, który go uwięził. Budynek ten znajdował się w odległości 200 metrów od komisariatu. Mieścił się w nim m.in. tzw. Komitet Żydowski, znajdowali tam też schronienie Żydzi będący w Kielcach przejazdem.
Zeznania Błaszczyków miały później okazać się nieprawdziwe – w rzeczywistości chłopiec, nie informując rodziców, pojechał do oddalonej o 20 km od Kielc wsi, w której rodzina mieszkała w czasie wojny. Historia o porwaniu przez Żydów została wymyślona najprawdopodobniej przez samego chłopca w celu uniknięcia kary.
Po odebraniu zeznań kierownik komisariatu – starszy sierżant Edmund Zagórski, wysłał na ul. Planty razem z Błaszczykami patrol milicji złożony z sześciu funkcjonariuszy. Po dotarciu na miejsce milicjanci aresztowali wskazanego przez chłopca mężczyznę o nazwisku Kalman Singer i wrócili z nim na komisariat. Następnie, po rozmowie z zastępcą Komendanta Wojewódzkiego MO majorem Kazimierzem Gwiazdowiczem, sierżant Zagórski wysłał patrol na miejsce rzekomego uwięzienia chłopca w celu przeszukania budynku. Patrol miał niespotykaną w tych warunkach liczebność, łącznie kilkunastu funkcjonariuszy, którzy poszli na ochotnika. Po drodze milicjanci mówili napotkanym przechodniom o rzekomym porywaniu dzieci chrześcijańskich przez Żydów i wykorzystywaniu ich do mordów rytualnych. Przeszukanie budynku wykazało, że historia nie mogła być prawdziwa, bo w budynku nie było żadnych piwnic. Po pewnym czasie na miejscu pojawił się patrol funkcjonariuszy UB, wysłany przez mjra Władysława Spychaj-Sobczyńskiego, dowódcę kieleckiego UB.
Począwszy od pierwszego pojawienia się milicjantów, przed budynkiem przy ul. Planty 7 zaczął zbierać się wrogo nastawiony tłum przypadkowych osób. Zaniepokojeni Żydzi (doktor Seweryn Kahane, przewodniczący Komitetu Żydowskiego oraz jego zastępca Chil Alpert) telefonicznie starali się o odwołanie milicji oraz ochronę, dzwoniąc do komendanta wojewódzkiego UB, mjra Władysława Spychaj-Sobczyńskiego (byłego członka KPP), a nawet do NKWD, które odmówiło interwencji.

### Pierwsza część pogromu (przed południem)
Około godziny 10. rano przed budynkiem na ul. Planty 7 zgromadził się wrogo nastawiony tłum, wzburzony pogłoskami o porwaniu dziecka. Między godziną 10.00 a 10.30 pojawiły się oddziały Ludowego Wojska Polskiego i Korpusu Bezpieczeństwa Wewnętrznego, które obstawiły budynek, nie rozpraszając jednak zgromadzonego tłumu. Żołnierze i oddziały porządkowe nie zrobiły niczego, aby zażegnać groźną sytuację. Przeciwnie, według zeznań Chila Alperta (zastępcy przewodniczącego Komitetu Żydowskiego), który przebywał wówczas wewnątrz, żołnierze po przybyciu ostrzelali okna budynku. Następnie kilku żołnierzy wraz z milicjantami po wyważeniu drzwi weszło do środka i przeprowadziło rewizję wśród mieszkańców. Oficerowie Konieczny, Jędrzejczak i Repist odebrali broń mieszkańcom, którzy mieli na nią pozwolenie. W trakcie rewizji żołnierze zaczęli strzelać do osób znajdujących się wewnątrz, w trakcie tej strzelaniny zginęło kilkoro mieszkańców domu, w tym Seweryn Kahane, przewodniczący Komitetu Żydowskiego. Wejście żołnierzy do budynku i strzelanina rozpoczęły pogrom.
Po początkowej strzelaninie żołnierze i przedstawiciele innych formacji mundurowych wyciągali Żydów znajdujących się w kolejnych pomieszczeniach budynku i wyprowadzali na zewnątrz. Zgromadzony przed budynkiem tłum cywilów i żołnierzy bił te osoby i rzucał w nie kamieniami. Kilka do kilkunastu osób (mężczyzn i kobiet) zostało wówczas zastrzelonych lub zabitych bagnetami i tępymi narzędziami. Według zeznań Ewy Szuchman dwie kobiety zostały wyrzucone przez okna, po czym zabite przez zgromadzony na dole tłum. Żołnierze i cywile rabowali też dobytek żydowskich mieszkańców domu. Przez cały czas komendant Wojewódzkiego Urzędu Bezpieczeństwa Publicznego – mjr Władysław Spychaj-Sobczyński nie wykonał żadnych działań mogących powstrzymać pogrom. Około południa na miejscu zdarzenia pojawił się prokurator okręgowy Jan Wrzeszcz, jednak wojsko nie wpuściło go na teren zajść i odmówiło rozpędzenia tłumu. Bezskutecznie próbowali uspokoić tłum również księża z katedry kieleckiej – Jan Danielewicz i Roman Zelek. Około godziny 12.00 na miejsce wydarzeń przybył nowy oddział wojska, wysłany przez pułkownika Stanisława Kupszę. Jego dowódca – major Konieczny rozkazał oddać salwę w powietrze. Ta pierwsza podczas zamieszek zdecydowana akcja wojska pozwoliła na opanowanie sytuacji i przywrócenie porządku. Wystawiono ochronę wokół budynku, a milicjanci zaczęli wywozić zabitych i rannych do szpitala miejskiego.

### Druga część pogromu (po południu)
Około godziny 12.30 z Kieleckich Zakładów Metalowych (d. Huta „Ludwików”) pod dom na ul. Planty 7 wyruszyło kilkuset robotników uzbrojonych w metalowe rury, kije i kamienie. Po przybyciu na miejsce robotnicy przerwali słaby kordon żołnierzy, zaatakowali pozostałych w domu Żydów rozpoczynając pogrom na nowo. W tym czasie akty przemocy wymierzone w ludność żydowską zdarzały się na terenie całego miasta. Pod domem na ul. Planty i w jego okolicach zabitych zostało ponad dwadzieścia osób. Kilku mieszkańców Kielc narodowości polskiej zostało pobitych, gdyż wzięto ich za Żydów. Zginęło też trzech Polaków, którzy prawdopodobnie wystąpili w obronie napadniętych Żydów. Część morderstw miała charakter rabunkowy. Po południu czterech mieszkańców Kielc, pośród nich kapral milicji, używając broni, zmusiło Reginę Fisz do opuszczenia mieszkania przy ul. Leonarda 15. Została ona wywieziona razem ze swoim dzieckiem do lasu za miastem, gdzie oboje zostali zastrzeleni. Czwórka napastników obrabowała następnie mieszkanie zabitej. Według ocalałych z pogromu świadków żydowskich (Ewa Szuchman, Albert Grynbaum, Izrael Terkieltaub) mienie zabitych i rannych zostało zabrane przez kolejne grupy żołnierzy plądrujące budynek przy ul. Planty, a zwłoki w trakcie transportu do prosektorium zostały odarte z ubrań.
Do aktów przemocy i morderstw dochodziło też tego dnia w pociągach na pośrednich stacjach kolejowych na linii kolejowej Kielce – Częstochowa. Między innymi na dworcu we Włoszczowie podróżni jadący z Kielc zamordowali mężczyznę narodowości żydowskiej i starszą kobietę handlującą na peronie. Około siedmiu osób zabito na dworcu Kielce Herbskie. Podobne zdarzenia miały miejsce w Szczukowskich Górkach oraz w pobliżu Koniecpola, gdzie wyrzuceni z pociągów zginęli dwaj kolejni Żydzi: Dawid Gruszka z Koniecpola oraz Szmul Rembak (Grinbaum) z Częstochowy. Łącznie w pociągach i na dworcach w rejonie kieleckim zginęło tego dnia około trzydzieścioro Żydów.
Około godziny 14.00 służby mundurowe zaczęły reagować na rozprzestrzeniającą się przemoc. Komendant UB – mjr Władysław Spychaj-Sobczyński, zebrał na komendzie zamieszkałe w różnych częściach miasta rodziny żydowskie i zapewnił im ochronę. Wystawiono straż wokół szpitali, do których przewożono ofiary pogromu, gdyż wokół nich również zaczęli gromadzić się agresywni ludzie. Po oddaniu kilku salw wojsku udało się około godziny 14.00 odepchnąć tłum od budynku na ulicy Planty 7. Przed wieczorem do miasta wkroczyły dodatkowe oddziały wojska, pojawiły się wozy pancerne. Wprowadzono godzinę milicyjną. Jeszcze tego samego dnia aresztowano ponad stu uczestników pogromu, w tym 34 żołnierzy i oficerów Ludowego Wojska Polskiego oraz 6 funkcjonariuszy Korpusu Bezpieczeństwa Wewnętrznego. Około godz. 18.00 pogrom się zakończył.
W pogromie kieleckim zginęło 40 osób, w tym 37 Żydów i 3 Polaków. 35 osób zostało rannych. Do liczby ofiar podanej przez IPN nie wlicza się Reginy Fisz i jej dziecka, którzy padli ofiarą morderstwa na tle rabunkowym oraz osób zabitych na dworcach kolejowych, których dokładna liczba nie jest znana.
Zabici w trakcie pogromu Żydzi to: Abraham Adler, Izrael Ajzenberg, Eliasz Alpirt, Izrael Boruch, Chaim Baszysta, Beer Frydman, Dawid Fajnkuchen, Bajla Gertner, Bajla Gurszyc, Pola Gutwurcel, Lejzor Harendorf, Seweryn Kahane, Szmul Karp, Herszel Kersz, Szaja Kersz, Kos (nieznanego imienia), Mendel Mikułkowski, Mojżesz Morawiec, Dawid Pluto, Icchak Preis, Estera Proszowska, Rabindorf (nieznanego imienia), Szlama Rejzman, Izrael Rączka, Duczko Samborski, Frunia Siniarowska, Jechiele Sokołowski, Rachela Sonberg, Apolonia Sowińska, Mojżesz Sztunke, Fania Szumacher, Szumilewicz (nieznanego imienia), Naftali Teitelbaum, Abram Weintraub, Wundeler (nieznanego imienia), Zoberman (nieznanego imienia), Zofia Zylberberg.

## Pogrzeb w Kielcach (8 VII)

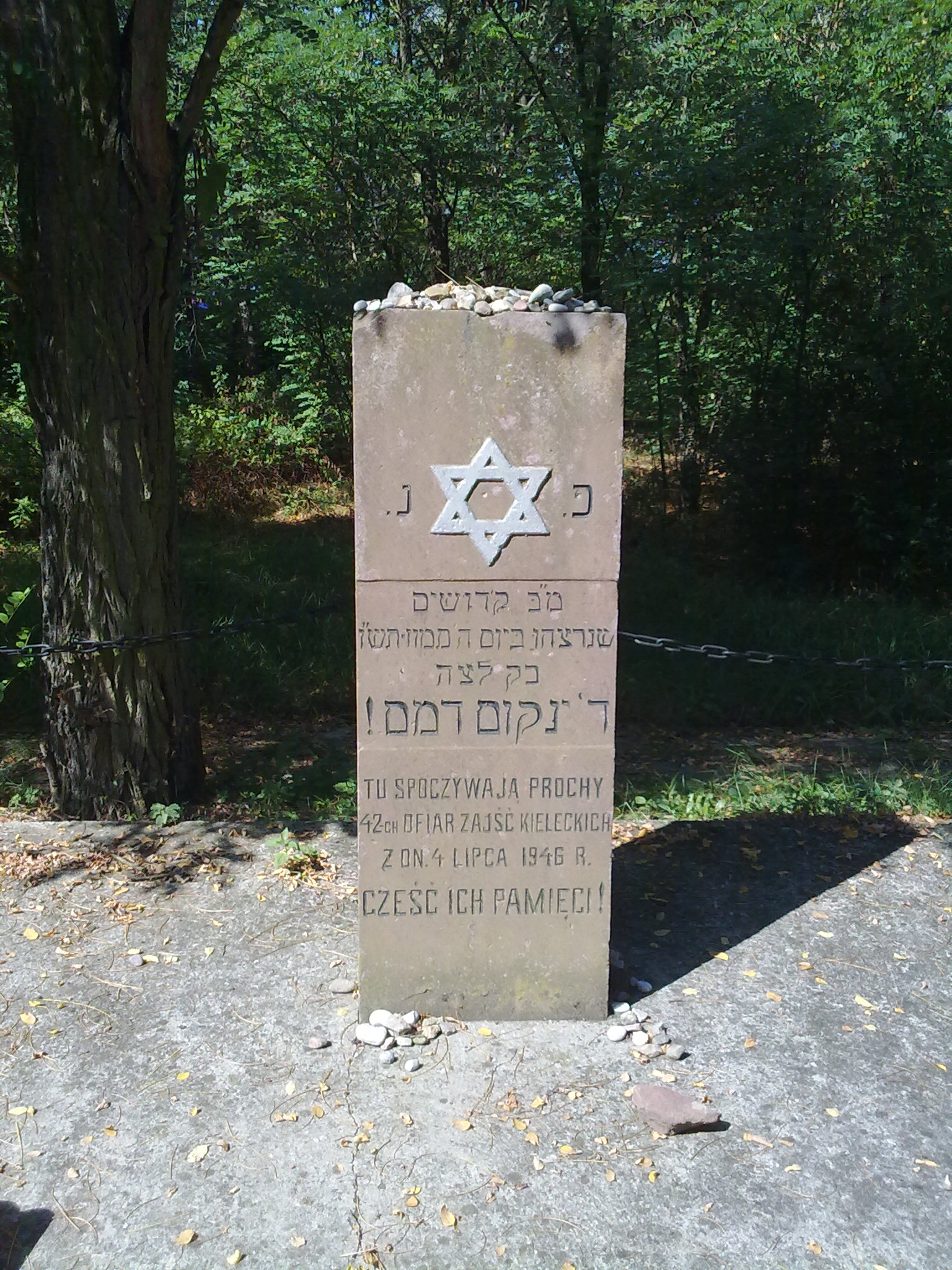
Grób ofiar pogromu na kieleckim cmentarzu żydowskim

Zbiorowy pogrzeb kieleckich żydowskich ofiar na tamtejszym cmentarzu żydowskim rozpoczął się o godz. 11.00 w dniu 8 lipca 1946 r. Miał charakter manifestacyjny. Najwyższe władze państwowe reprezentował minister odbudowy kraju – prof. Michał Kaczorowski, który przemówił podczas uroczystości pogrzebowych i złożył osobiście kondolencje rodzinom ofiar. Ponadto w pogrzebie uczestniczył wicewojewoda kielecki – Urbanowicz oraz poseł Julian Gorecki, z ramienia Towarzystwa do Walki z Rasizmem. Licznie stawili się delegaci ze wszystkich oddziałów Związku Żydów Polskich. Ponadto liczne delegacje i poczty sztandarowe organizacji społecznych i partii politycznych. Kompanię honorową wystawiła 2 Dywizja Piechoty WP.
Relację filmową, wraz z komentarzem potępiającym sprawców mordów i współczuciem dla rodzin pomordowanych, umieściła w swoim cotygodniowym serwisie Polska Kronika Filmowa nr 22, z 15 lipca.

## Procesy
Bezpośrednio po wydarzeniach pogromu kieleckiego panował chaos informacyjny. Milicja ani żadne inne służby nie zabezpieczyły śladów ani nie były w stanie podać dokładnej liczby zabitych. Ranni oraz pozostali w Kielcach Żydzi, zostali następnego dnia przewiezieni strzeżonym pociągiem do Warszawy, organizatorem ewakuacji był wysłannik Centralnego Komitetu Żydów Polskich Icchak Cukierman, jeden z przywódców powstania w getcie warszawskim. W pierwszych godzinach po pogromie aresztowano kilkudziesięciu żołnierzy i milicjantów, przesłuchiwano ich jednak tylko w charakterze podejrzanych. Większość została później zwolniona. Przeprowadzone w następnych dniach badania ofiar pogromu wskazały, że jedenaście z nich zginęło od kul.
W związku z pogromem kieleckim odbyło się w sumie dziesięć procesów, w których odpowiadało 39 osób. Pierwszy proces obejmujący dwanaście osób odbył się w dniach 9–11 lipca 1946 r. w Kielcach. Przeprowadzony został przez Najwyższy Sąd Wojskowy na sesji wyjazdowej. Został on przez władze wykorzystany politycznie. W akcie oskarżenia zarzucającym im pobicia i morderstwa sugerowano, że „pogrom był udziałem band WiN i NSZ”. W wyniku tego procesu dziewięć osób skazano na karę śmierci, a pozostałe trzy osoby na dożywocie oraz 10 i 7 lat pozbawienia wolności. Wobec nieskorzystania przez Bolesława Bieruta z prawa łaski, egzekucji przez rozstrzelanie dokonano już na drugi dzień – 12 lipca. Sędziami w procesie byli Marian Bartoń (przewodniczący składu orzekającego), Antoni Łukasik i Stanisław Baraniuk.
Procesy milicjantów i oficerów UB podejrzanych o udział w rozruchach odbyły się dopiero 25 września, 26 września i 10 października. W ich wyniku kilku oskarżonych skazano na kary więzienia, kilku zdegradowano do niższych stopni.
18 listopada odbył się kolejny proces piętnastu cywilnych uczestników pogromu, których skazano na kary więzienia. 3 grudnia odbył się proces kolejnych siedmiu żołnierzy, których również skazano na kary więzienia. 13 grudnia rozpoczął się proces komendanta UB w Kielcach – Władysława Spychaj-Sobczyńskiego oraz dwóch komendantów milicji – Kuźnickiego i Gwiazdowicza. Spośród nich tylko Kuźnicki został skazany na rok pozbawienia wolności, dwóch pozostałych uniewinniono.

## Reakcje na pogrom kielecki

### Reakcja władz
Władze w swojej obronie obarczyły natychmiast odpowiedzialnością za pogrom ogólnie antysocjalistyczne podziemie, a wyraźnie organizacje Wolność i Niezawisłość i Narodowe Siły Zbrojne w akcie oskarżenia pierwszego procesu sprawców. W kolejnych dniach w prasie ukazywały się artykuły podtrzymujące tezę o prowokacji „reakcyjnego podziemia”. Jednocześnie w fabrykach i zakładach pracy próbowano organizować wiece protestacyjne potępiające antysemityzm i pogrom kielecki, na których wskazywano jako przyczynę działalność organizacji antykomunistycznych. Ta inicjatywa władz spotkała się jednak z gwałtownym sprzeciwem robotników, którzy na organizację wieców potępiających pogrom reagowali strajkami (szczególnie w Łodzi), żądając zwolnienia z aresztu podejrzanych o współudział w pogromie. Protesty robotników były wynikiem postaw antysemickich wśród dużej części polskiego społeczeństwa w tym czasie, jak również prób przerzucenia winy za pogrom na przeciwników ustroju socjalistycznego.
Poza próbami politycznego wykorzystania pogromu do walki z opozycją władze socjalistyczne nie wykonały żadnych działań mających na celu przeciwdziałanie podobnym zdarzeniom w przyszłości. Temat pogromu kieleckiego nie pojawiał się w ogóle na posiedzeniach władz centralnych. Po procesach sprawców i akcji propagandowej zarówno Ministerstwo Bezpieczeństwa Publicznego, jak i Prezydium Rady Ministrów i KC PZPR nie zajmowały się dalej tym tematem. Informacje o pogromie, wątpliwościach co do jego przebiegu, ofiarach i procesie były w PRL blokowane. Pogrom kielecki został objęty cenzurą w krajowych publikacjach historycznych i badaniach dotyczących regionu kieleckiego. Pierwsza publikacja historyczna na ten temat pojawiła się dopiero w 1981 r. w „Tygodniku Solidarność”, a więc w ówczesnej prasie opozycyjnej. Archiwum kieleckiego SB zawierające dokumenty z okresu powojennego spłonęło w 1988 roku.

### Reakcja Kościoła katolickiego
Podczas pogromu kieleckiego księża z tamtejszej katedry dwukrotnie usiłowali interweniować. Pierwszy raz jej proboszcz – ks. Jan Danielewicz i ks. Roman Zelek pojawili się na ul. Planty około godziny 11:00, lecz nie zostali dopuszczeni do budynku przez wojsko. Drugi raz obaj księża w towarzystwie trzech innych duchownych pojawili się tam około 15:30, lecz nie napotkali już żadnego tłumu, jedynie grupki ludzi, więc wrócili do katedry.
Pierwszą oficjalną reakcją Kościoła na pogrom była odezwa zredagowana w dniu pogromu wspólnie przez wojewodę kieleckiego Eugeniusza Iwańczyka i biskupa kieleckiego Czesława Kaczmarka. Odezwa nie została jednak opublikowana. Dwa dni później, 6 lipca, kielecka kuria biskupia opublikowała list, który został odczytany we wszystkich kościołach diecezji kieleckiej, w niedzielę 7 lipca. List głosił: „miasto nasze stało się terenem krwawego dramatu, jako czynnik splotu wypadków, które jak lawina szybko potoczyły się po sobie. Z braku dokładnej znajomości, nie wchodząc w tło, bezpośrednie przyczyny, które wywołały te smutne zajścia, oraz sam przebieg, stwierdzić należy, że jest faktem, iż stało się nieszczęście, tym bardziej że działo się to na oczach młodzieży i nieletnich dzieci. Mając to na uwadze, każdy katolik nie może powstrzymać się do wyrażenia prawdziwego i szczerego ubolewania (...)”.
W zdecydowanych słowach pogrom potępił biskup częstochowski Teodor Kubina, który 7 lipca napisał: „absolutnie nic nie usprawiedliwia zasługującej na gniew Boga i ludzi zbrodni kieleckiej, której tła i przyczyny poszukiwać należy w zbrodniczym fanatyzmie i nieusprawiedliwionej ciemnocie. (...) Wszystkie twierdzenia o istnieniu mordów rytualnych są kłamstwem (...)”. Biskup Kubina został skrytykowany przez Konferencję Episkopatu Polski za zajęcie w sprawie pogromu indywidualnego i tak kategorycznego stanowiska, które uznano za „niemożliwe do przyjęcia z zasadniczych założeń myślowych i kanonicznych Kościoła katolickiego”.
Ważnymi wypowiedziami Kościoła w sprawie pogromu kieleckiego było oświadczenie prymasa Polski kardynała Augusta Hlonda, przekazane dziennikarzom 11 lipca oraz raport biskupa kieleckiego Czesława Kaczmarka, wręczony ambasadorowi USA. Kardynał Hlond pisał: „Przebieg nieszczęsnych i ubolewania godnych wypadków kieleckich wykazuje, że nie można ich przypisać rasizmowi. Wyrosły one na podłożu całkiem odmiennym, bolesnym a tragicznym”, przypomniał interwencję księży w dniu pogromu i nieopublikowaną odezwę biskupa kieleckiego. Stwierdził jednak, że za zepsucie się wcześniejszego dobrego stosunku Polaków do Żydów „w wielkiej mierze ponoszą odpowiedzialność Żydzi, stojący w Polsce na przodujących stanowiskach w życiu państwowym a dążący do narzucenia form ustrojowych, których ogromna większość narodu nie chce”. Podobnie stwierdzał raport biskupa Kaczmarka. Według niego „Żydzi są nielubiani, a nawet znienawidzeni”, gdyż „są głównymi propagatorami ustroju komunistycznego, którego naród polski nie chce, który mu jest narzucany przemocą, wbrew jego woli”. Raport biskupa Kaczmarka sugeruje, że pogrom sprowokowali żydowscy komuniści: „Z tego postanowiły skorzystać pewne komunistyczne czynniki żydowskie w porozumieniu z opanowanym przez siebie Urzędem Bezpieczeństwa, aby wywołać pogrom, który by dało się potem rozgłosić jako dowód potrzeby emigracji Żydów do własnego kraju, jako dowód opanowania społeczeństwa polskiego przez antysemityzm i faszyzm i wreszcie jako dowód reakcyjności Kościoła”.
W tydzień po pogromie kieleckim w 1946 roku delegacja lubelskich Żydów podczas spotkania z ówczesnym biskupem lubelskim Stefanem Wyszyńskim zwróciła się „z prośbą o wydanie do duchowieństwa i wiernych diecezji odezwy duszpasterskiej, która by swoją treścią mogła się przyczynić do uspokojenia umysłów i zaprzestania wystąpień antysemickich w ogóle, a mordów w szczególności.” Biskup Wyszyński, po wysłuchaniu petycji odmówił zajęcia jakiegokolwiek stanowiska pozytywnego. Tłumaczył się apolitycznością Kościoła itd. Wreszcie radził, że „lepiej by było dla Żydów, gdyby wynieśli się w ogóle z Polski, np. do Palestyny, albo zakupili sobie jakąś kolonię czy wyspę”.

### Teorie o przyczynach pogromu

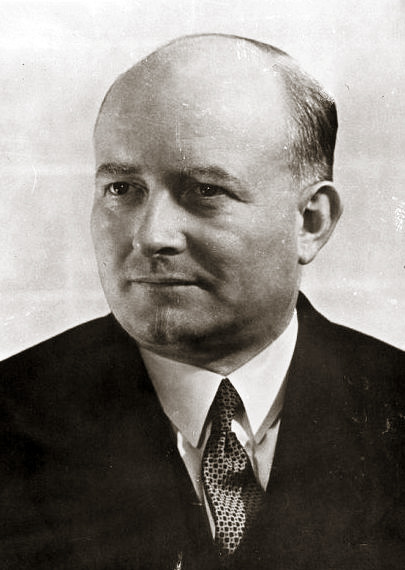
Stanisław Mikołajczyk, który pierwszy opisywał pogrom kielecki jako prowokację UB

Kontrowersje na ten temat pojawiły się bezpośrednio po pogromie. Politycy związani z PSL, będący początkowo w koalicji, a później w opozycji do komunistów, starali się wyjaśnić incydent, nie mając zaufania do nowych władz. Wicepremier wywodzący się z tej partii, prezes Stanisław Mikołajczyk, na posiedzeniu Rady Ministrów zażądał od ministra bezpieczeństwa publicznego Radkiewicza wyjaśnienia roli milicji oraz UB w zajściach. Już następnego dnia po wydarzeniach w Kielcach przedstawiciel PSL w Komisji KRN zgłosił wniosek domagający się wysłania specjalnej komisji, która miała zbadać sprawę. Wniosek ten odrzucony został większością głosów, a zarówno uchwała, jak i wszystkie wnioski w tej sprawie zostały skonfiskowane. Według ustaleń przeprowadzonych samodzielnie przez działaczy PSL inicjatorem pogromu kieleckiego miał być major Sobczyński, komendant Wojewódzkiego Urzędu Bezpieczeństwa w Kielcach oraz wojewoda kielecki i sekretarz wojewódzki PPR Józef Kalinowski. Zarzuty te spowodowane były głównie biernością zarówno funkcjonariuszy UB, jak i Milicji Obywatelskiej, które mając swoje siedziby w bezpośredniej bliskości zajść nie interweniowały, dopóki na miejsce z odległości 5 km nie przybyło wojsko zaalarmowane przez członków gminy żydowskiej.
Niektórzy historycy wyrazili przekonanie, że wybuch pogromu kieleckiego został celowo zainspirowany przez Urząd Bezpieczeństwa, aby odwrócić uwagę opinii zagranicznej od sfałszowania odbywającego się bezpośrednio wcześniej referendum (które odbyło się pięć dni wcześniej), jak i sprawy Katynia na procesie norymberskim. Argumentem przemawiającym za tą hipotezą jest fakt przebywania w Kielcach na przełomie lat 1945 i 1946 Michaiła Aleksandrowicza Diomina, wysokiego rangą oficera NKWD odpowiedzialnego za akcje specjalne, oraz fakt, że tego samego dnia (4 lipca) rozpoczęło się prezentowanie na posiedzeniu Międzynarodowego Trybunału Wojskowego w Norymberdze, podczas procesu najwyższych rangą zbrodniarzy nazistowskich, dowodów w sprawie zbrodni katyńskiej, niekorzystnych dla ZSRR. Tak więc rzeczywiście sfałszowane referendum, jak i sprawa katyńska zostały w mediach przyćmione przez informacje o pogromie. Kolejną domniemaną przyczyną inspiracji do prowokacji pogromu kieleckiego miała być również wyborcza walka polityczna z PSL przed wyborami do Sejmu Ustawodawczego w 1947 roku.
O pogromach Żydów jako o zorganizowanej akcji UB mającej na celu odwracanie uwagi zachodniej opinii publicznej od manipulacji komunistów napisał w swoich wspomnieniach Stanisław Mikołajczyk. Opublikował on w języku angielskim wspomnieniową książkę „The Rape Of Poland: Pattern Of Soviet Aggression” (pol. Zgwałcenie Polski. Wzór sowieckiej agresji), w której podał dziesiątki przykładów akcji UB mających służyć manipulacji oraz dezinformacji polskiej i zagranicznej opinii publicznej w tym incydenty antysemickie inspirowane, jego zdaniem, przez komunistów.

## Śledztwo Instytutu Pamięci Narodowej
21 października 2004 r. zostało umorzone postępowanie karne w sprawie pogromu kieleckiego, prowadzone przez prokuratora Instytutu Pamięci Narodowej – Oddziałowej Komisji Ścigania Zbrodni przeciwko Narodowi Polskiemu w Krakowie, Krzysztofa Falkiewicza. W śledztwie zbadano szereg różnych hipotez dotyczących przyczyn pogromu. Pierwsza z nich zakładała, że zdarzenia zostały sprowokowane z inspiracji rządu emigracyjnego w Londynie i podziemia niepodległościowego w kraju, celem skompromitowania socjalistycznego aparatu władzy; druga, że zajścia spowodowały kręgi syjonistyczne; trzecia zakładała prowokację przez ośrodki nazistowskie, dla wykazania, że antysemityzm nie był zjawiskiem typowym tylko dla III Rzeszy; czwarta hipoteza zakładała, że wydarzenia kieleckie sprowokowały tajne służby Związku Radzieckiego w celu skompromitowania Polski; piąta natomiast, że prowokacji, jak i samego zdarzenia w ogóle nie było, gdyż zostało sfingowane w celu kompromitacji Polaków za granicą. Ostatnia, szósta, z badanych hipotez zakładała, że pogrom kielecki został sprowokowany przez Urząd Bezpieczeństwa, celem przerzucenia odpowiedzialności na podziemie niepodległościowe i ewentualne odwrócenie uwagi światowej opinii publicznej od faktu sfałszowania wyników referendum.
W opublikowanych w 2006 r. wynikach śledztwa IPN podał, że materiał dowodowy nie wskazał jednoznacznie na zaistnienie którejkolwiek z tych hipotez. Jako najbardziej prawdopodobną hipotezę IPN uznał wersję, że wydarzenia kieleckie z 4 lipca 1946 r. miały charakter spontaniczny i zaistniały wskutek nieszczęśliwego zbiegu okoliczności natury historycznej i współczesnej.
W 2008 ukazał się drugi tom publikacji IPN (Instytut Pamięci Narodowej) Wokół pogromu kieleckiego pod red. Leszka Bukowskiego, Andrzeja Jankowskiego i Jana Żaryna. Badacze skłonili się w niej jednak do hipotezy o prowokacji władz radzieckich, a szczegółowo przez wojsko, milicję i UB.

## Upamiętnienie

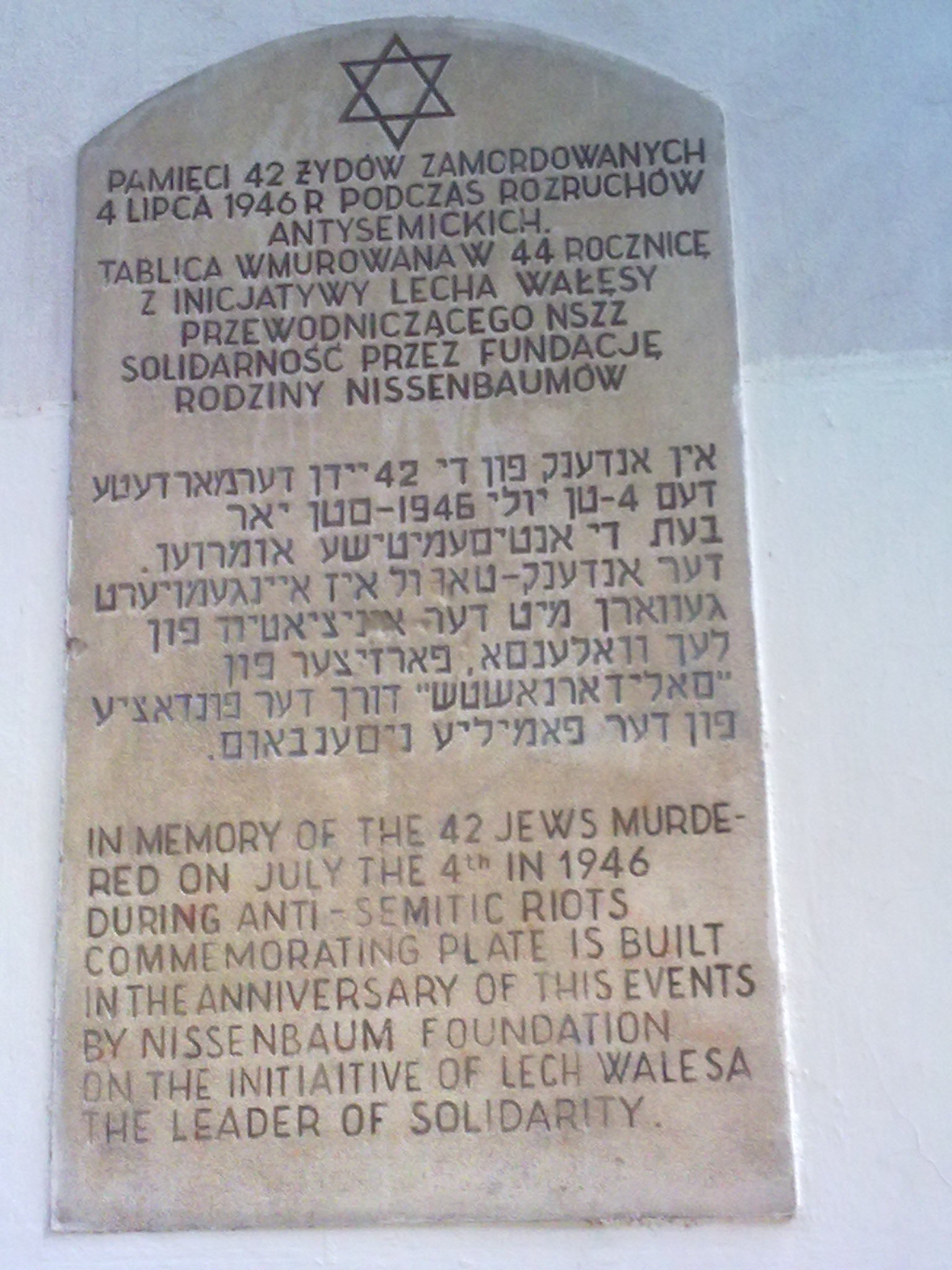
Tablica z 1990 r. umieszczona na kamienicy przy ul. Planty 7, z inicjatywy Lecha Wałęsy przez Fundację Rodziny Nissenbaumów

Przez ponad 40 lat od pogromu kieleckiego bezpośrednio w mieście nie był on w żaden sposób upamiętniony. Nie był również wspominany szerzej w publikacjach ukazujących się w Polsce dotyczących dziejów Kielc. Społeczeństwo tego miasta, jak również władze wszelkich szczebli i zakresu nie podejmowały tego tematu, pokrywały go milczeniem. Sprzyjał temu zapis cenzury. Tym niemniej sprawa ta krążyła w nieoficjalnym obiegu historycznym i w tzw. „ludowej pamięci”, szczególnie w Kielcach.
Sprawa pogromu pojawiła się po raz pierwszy, po prawie 30 latach milczenia, na początku grudnia 1981 r. za sprawą prof. Krystyny Kersten na łamach „Tygodnika Solidarność”. Publikacja była jednym z istotnych elementów ówczesnej ostrej walki politycznej toczonej pomiędzy opozycją solidarnościową a socjalistycznym establishmentem celem jego dyskredytacji i tzw. „odkłamywania polskiej historii” (komunistyczna prowokacja UB). Uczyniła wielkie wrażenie w polskiej opinii publicznej, ale wprowadzenie około dwa tygodnie później stanu wojennego w Polsce uniemożliwiło rozwinięcia się szerszej dyskusji na ten temat.
Temat ten pojawił się ponownie nieomal natychmiast po upadku socjalizmu w Polsce w czerwcu 1989 r., oficjalnie jako jeden z elementów jego rozliczania a nieoficjalnie jako mocny element w bieżącej walce politycznej mającej na celu ostateczne ugruntowanie czerwcowego zwycięstwa w wyborach parlamentarnych. Widomym i zdecydowanym elementem przypomnienia były odsłonięte dwie tablice pamiątkowe na ścianie kamienicy przy ul. Planty w 1990 r., w 44. rocznicę wydarzeń. Większa tablica umieszczona została przez Fundację Rodziny Nissenbaumów z inicjatywy Lecha Wałęsy, ówczesnego przewodniczącego NSZZ „Solidarność”. Druga mniejsza odsłonięta wówczas tablica była inicjatywą prywatną.
W 1996 roku, w 50. rocznicę pogromu, na słupku stanowiącym część elewacji budynku od strony rzeki odsłonięto tablicę o treści: „Pamięci ofiar pogromu żydowskiego. W 50. rocznicę – Kielczanie, 1996”.
W 2006 r. u podnóża południowej elewacji odsłonięto kolejną tablicę, zawierającą tekst modlitwy papieża Jana Pawła II, wyrażającej prośbę o wybaczenie grzechów Kościoła wobec ludu Izraela. Kartkę z tą modlitwą papież umieścił w szczelinie Ściany Płaczu w Jerozolimie 27 marca 2000, w czasie swojej pielgrzymki do Izraela. Tablica ta powstała z inicjatywy Stowarzyszenia im. Jana Karskiego w Kielcach, z fundacji władz Kielc, jako element uroczystości odsłonięcia pomnika Jana Karskiego usytuowanego niedaleko od tego miejsca.
W 2015 r. powstał film dokumentalny Jerzego Śladkowskiego „Amnezja”, w którym mierzy się z historią tamtych wydarzeń Piotr Piwowarczyk, wnuk jednego z aktywnych polskich uczestników tamtych wydarzeń, który jako robotnik huty „Ludwików” był współsprawcą drugiej fali pogromu.
W 2016 r. powstał film dokumentalny Michała Jaskulskiego (Polak) i Larry’ego Loewingera (amerykański Żyd) Przy Planty 7/9. Jedną z inspiracji dla jego powstania było odnalezienie zbiorowego zdjęcia mieszkańców przy ul. Planty 7/9 wykonanego na dwa miesiące przed pogromem. W filmie wypowiadają się ostatnie jeszcze żyjące osoby pochodzenia żydowskiego, które były ofiarami tego pogromu – Miriam Guterman, zamieszkała w Tel Awiwie i Baruch Dorfman, który w wyniku doznanego wówczas urazu czaszki stracił wzrok. Wypowiadają się w nim też polscy świadkowie tamtych wydarzeń, a także pochodząca z Kielc Ziuta Hartman.

### Filmografia
Na temat pogromu nakręcono kilka filmów dokumentalnych:
- 1996: Pogrom. Kielce – 4 lipca 1946 r., reżyseria Andrzej Miłosz[62]
- 1999: Henio, reżyseria Andrzej Miłosz[63]
- 2008: Pogrom czy mord. Kielce 4.07.1946, reżyseria Artur Janicki. Film został w całości zamieszczony na profilu IPN na portalu Youtube,
- 2016: Przy Planty 7/9 – reżyseria Michał Jaskulski/Lawrence Loewinger, scenariusz Michał Jaskulski, prod. Polska/USA